# Caminho de Ferro de Luanda
O Caminho de Ferro de Luanda é uma linha ferroviária que atravessa Angola de oeste a leste, sendo uma das mais importantes do tipo no país. 
Com 479 km de comprimento e uma bitola de 1067 mm, liga a estação do Bungo e o Porto de Luanda, na capital de Angola, à estação de Malanje, capital da província do mesmo nome, e à do Dondo, na província de Cuanza Norte, através do Ramal do Dondo. Está em construção um ramal para ligar a capital ao Aeroporto Internacional Dr. António Agostinho Neto.

## Histórico
Nos finais da década de 1860, o governo português tomou como política a construção de grandes obras de engenharia nas colônias com os objetivos de contribuir para a colonização e exploração dos recursos e legitimação da presença de Portugal nas colônias. Uma das principais obras nesse sentido seria uma linha férrea em território angolano.

### Construção (1885–1899)
Em 1885, a concessão de uma linha férrea que ligaria Luanda à Pamba de Ambaca (atual Lucala) foi entregue ao empresário Alexandre Peres, que arrematou a licitação com um lance de 19,999 contos, comprometendo-se a formar a Companhia do Caminho de Ferro Através de África (CCFAA), que levaria a cabo o empreendimento. A previsão de entrega total do empreendimento era para o ano de 1891.
O capital para construção foi angariado através de ações e obrigações (juro de 5%). Ao final do aporte total, os encargos da companhia eram de 425,25 contos de réis. Mesmo assim, o empreendimento só foi levado a cabo porque o Estado português deu garantia de
rendimento, assegurando o cumprimento dos compromissos com os obrigacionistas, caso o empreendimento não desse retorno financeiro na sua operacionalização.
A construção iniciou-se em 1886, encontrando grandes dificuldades para o seu devido prosseguimento. Assim, somente em 1889 foram abertos os primeiros 60 km, e; só em 1899 o "Caminho de Ferro de Ambaca" chega ao seu termo final, em Lucala, sendo inaugurado. O custo total, obviamente, dado os atrasos, foi muito maior do que o inicialmente orçado.

### Operação comercial (1899–1976)
A operação comercial mostrou-se muito abaixo do planejado, retornando enormes prejuízos à CCFAA até 1910, quando, pela primeira vez o resultado financeiro líquido foi positivo. O enorme passivo foi totalmente coberto pelo Estado português.

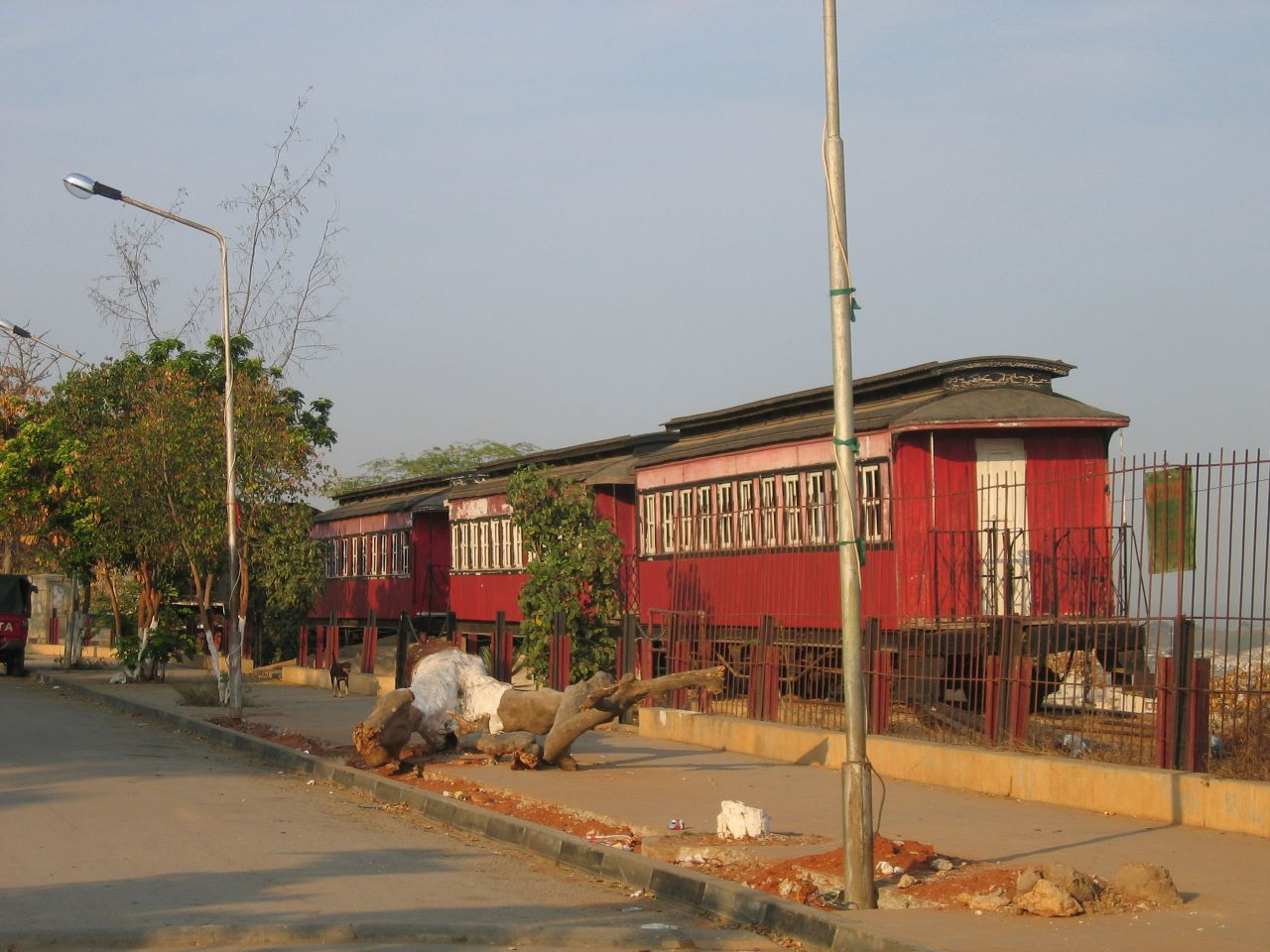
Composição do CFL abandonada, em 2004.

A construção da linha férrea até Malanje, conforme planejado como extensão anteriormente, foi retirada da CCFAA e repassada ao Estado português em 13 de novembro de 1902, dado o medo de que a Companhia não conseguisse honrar novamente com suas obrigações. A obra do "Caminho de Ferro de Malanje" iniciou-se em maio de 1903 e terminou em pouco mais de 5 anos, totalmente levada a cabo pelo Estado.
Desacordos entre a estatal portuguesa "Companhia dos Caminhos de Ferro de Ambaca–Malanje" (CCFAM) e a CCFAA — com esta última solicitando mais aporte financeiro da nação para manutenção do trecho Luanda–Lucala —, fizeram com que a operação dos trechos fosse totalmente independente.
A chamada "questão de Ambaca" arrastou-se desde 1918, quando Portugal foi obrigado a fazer o primeiro resgate financeiro da CCFAA, evitando sua falência total. A questão só foi resolvida no Estado Novo, com a nacionalização da CCFAA, em 1938, onde também ocorreu a fusão desta com a CCFAM, formando a "Companhia dos Caminhos de Ferro de Luanda" (CCFL). Foi somente em 1918 que os caminhos de ferro de Ambaca e Malanje são unificados, passando ambos a ser chamados de "Caminho de Ferro de Luanda" (CFL).
Após a completa estatização, a linha entrou em um período áureo, entre as décadas de 1940 e 1970, onde rivalizava em importância e volume transportado com o Caminho de Ferro de Benguela.

### Declínio (1976–2001)
Com a independência, o CFL entrou num período de declínio, dada a redução do volume de carga transportado, perda de pessoal qualificado, dificuldades financeiras e falta de investimentos resultantes na deterioração da linha.
Aliado a isto, o conflito da Guerra Civil Angolana trazia consigo as sabotagens e os ataques diversos, que tornavam a operação impossível, principalmente a partir de 1984.
Após anos paralisado, o CFL retomou timidamente a operação entre Malanje e Luanda em agosto de 1991, impulsionado pelos Acordos de Paz de Bicesse.

### Reabilitação (2001–presente)

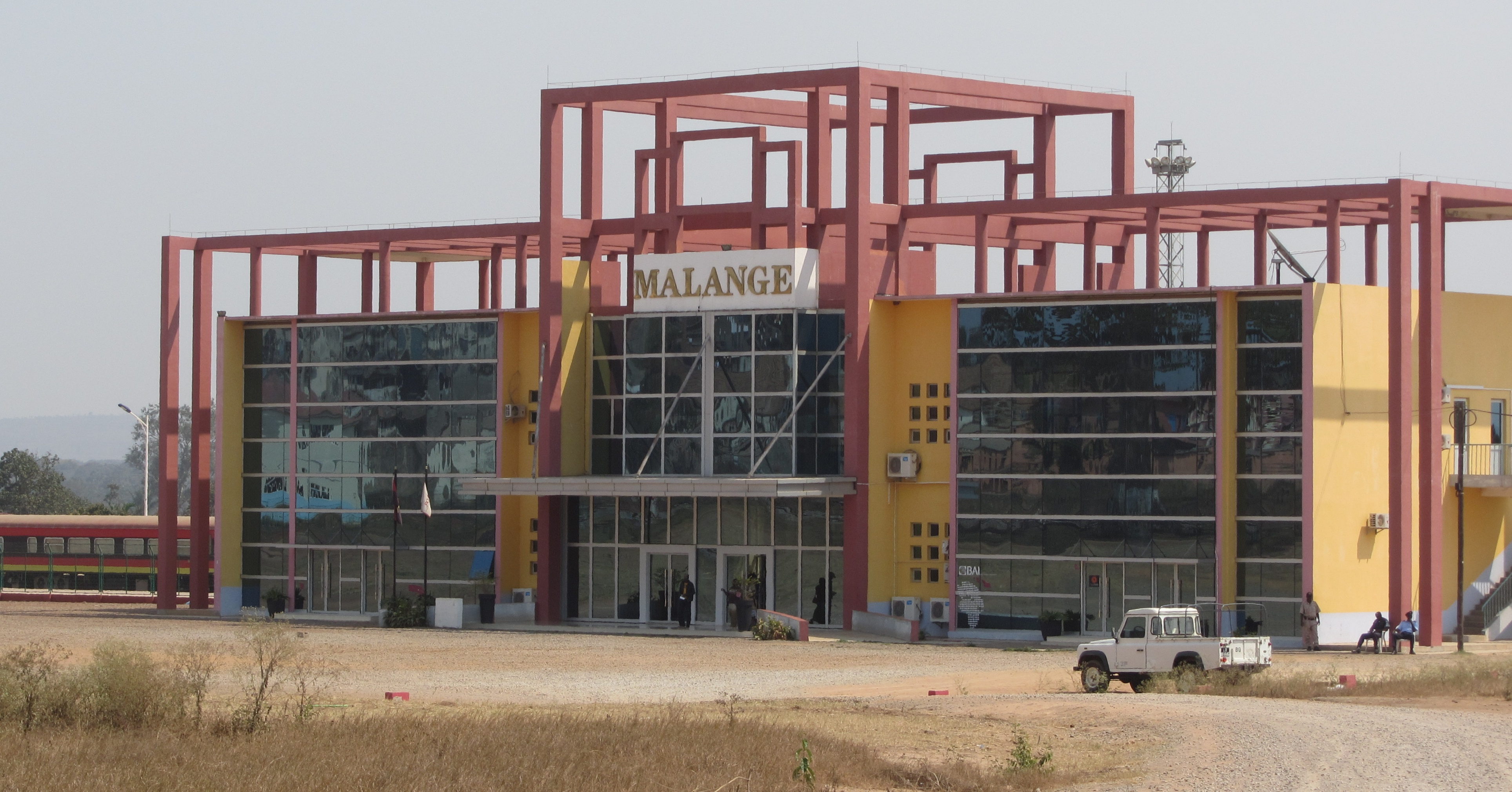
Moderna estação de Malanje, em 2011.

A partir de 2001 o governo angolano iniciou um processo de reforma das linhas férreas e das estruturas portuárias, restaurando, no CFL, primeiramente os trechos da região de Luanda.
Outro ponto importante foi a recapitalização da CCFL, que havia sido passada ao controle estatal angolano em 1976, mas que estava praticamente inativa. Assim, em 2003, é convertida em "Empresa do Caminho de Ferro de Luanda-E.P." (ECFL-EP).
A partir de 2005, foi feita uma total revisão da linha até Malanje, sem contudo avançar nos ramais.
Em 27 de dezembro de 2010 o transporte de passageiros de Luanda a Malanje foi finalmente restaurado.
Depois de uma paralisação de 20 meses devido à pandemia do Covid-19 e outros problemas da via, a circulação de comboios de passageiros e de carga ao longa de toda a linha foi reposta a partir de 2 de novembro de 2021.

## Operações

### Principais estações

Traçado do Caminho de Ferro de Luanda, incluindo o Ramal do Dondo.

As principais estações do CFL são:
- Bungo;
- Viana;
- Catete;
- Zenza do Itombe;
- Nadalatando;
- Lucala;
- Cacuso;
- Malanje.

### Ramais

#### Ativos
- Ramal do Dondo: linha ferroviária com 55 km de comprimento que liga a estação do Zenza do Itombe (donde se conecta ao Caminho de Ferro de Luanda) à estação do Dondo, na província de Cuanza Norte;[13]
- Ramal do Aeroporto: linha ferroviária, em construção, que liga a estação de Baia à estação do Aeroporto Internacional Dr. António Agostinho Neto.[14]

#### Desativados
- Ramal do Golungo Alto: foi construído 1907 e 1909, ligando a estação de Canhoca à do Golungo Alto, então capital distrital. Embora este esforço, o Golungo foi posteriormente preterida como capital em função de N'dalatando.[15][16] O ramal encontra-se atualmente desativado;
- Ramal de Calumbo: que ligava Viana ao Calumbo;[17]
- Anel ferroviário de Cassoneca–Cacuaco: ligava Cassoneca ao porto de Luanda.[18]
- Ramal do Alto Dande, em sistema Sistema Decauville, de Cabiri até Catete.

### Ocorrências
Entre as ocorrências desde a entrada em operação do Caminho de Ferro de Luanda, a mais grave ocorreu em 10 de agosto de 2001, quando aconteceu o ataque ao comboio de Zenza, um atentado terrorista perpetrado pelos guerrilheiros da União Nacional para a Independência Total de Angola (UNITA) contra civis num comboio que circulava no ramal entre Zenza e Dondo.